# Napier-Bentley
Pour les articles homonymes, voir Napier et Bentley.
La Napier-Bentley est une voiture de sport prototype du constructeur automobile britannique Bentley.

## Historique
Ce prototype Napier-Bentley est conçu en 1968 par les préparateurs britanniques David Llewellyn et Peter Morley, sur une base modifiée de Bentley 8 Litre de 1930, dans l'esprit du premier prototype Bentley EXP2 de 1919 de Walter Owen Bentley, ou des Bentley Boys des années 1920, et de leurs Bentley 3 Litre, 4½ L, 6½ L, et 8 L, victorieux en particulier des 24 Heures du Mans 1927, 1928, 1929 et 1930. 

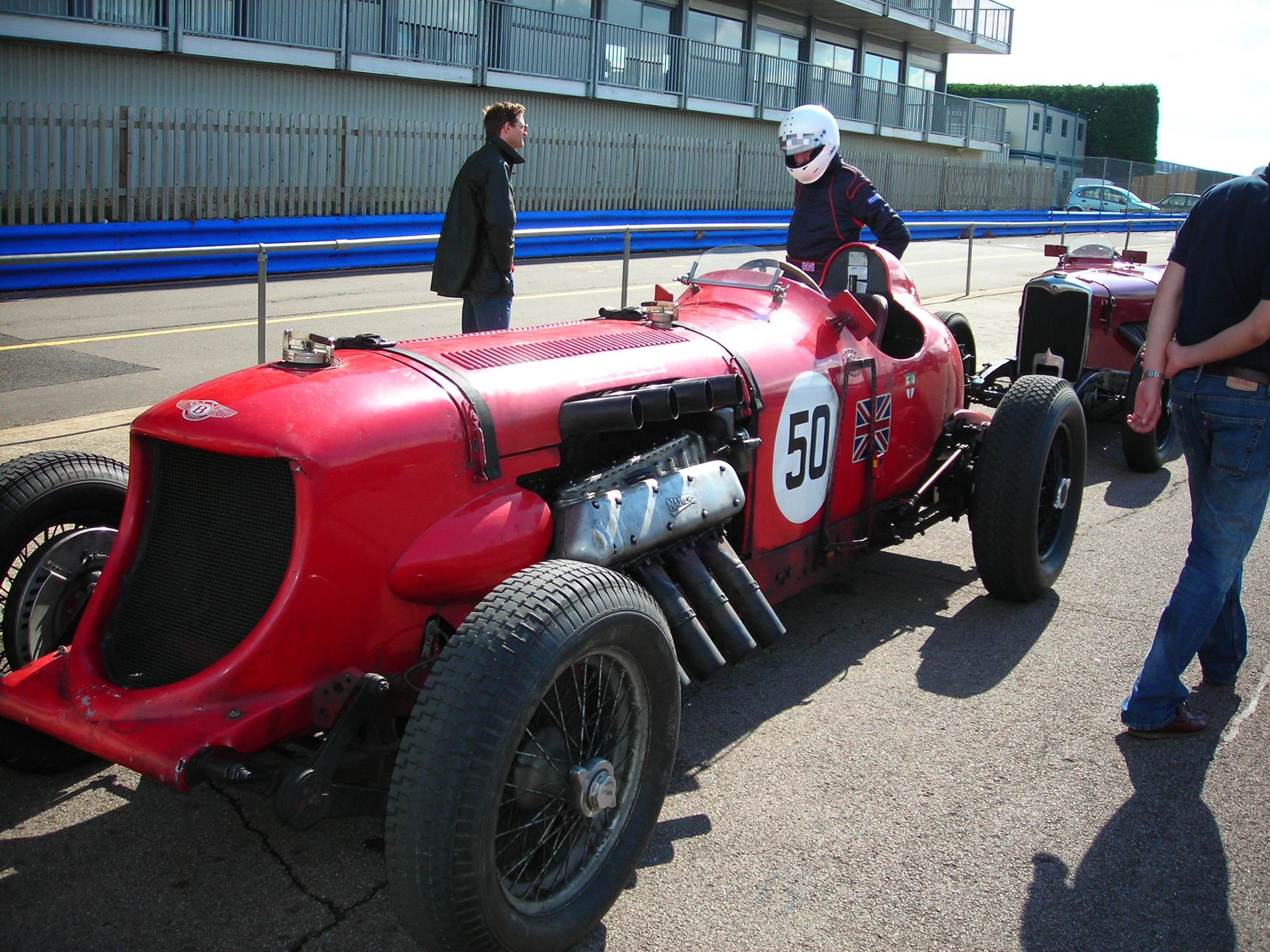
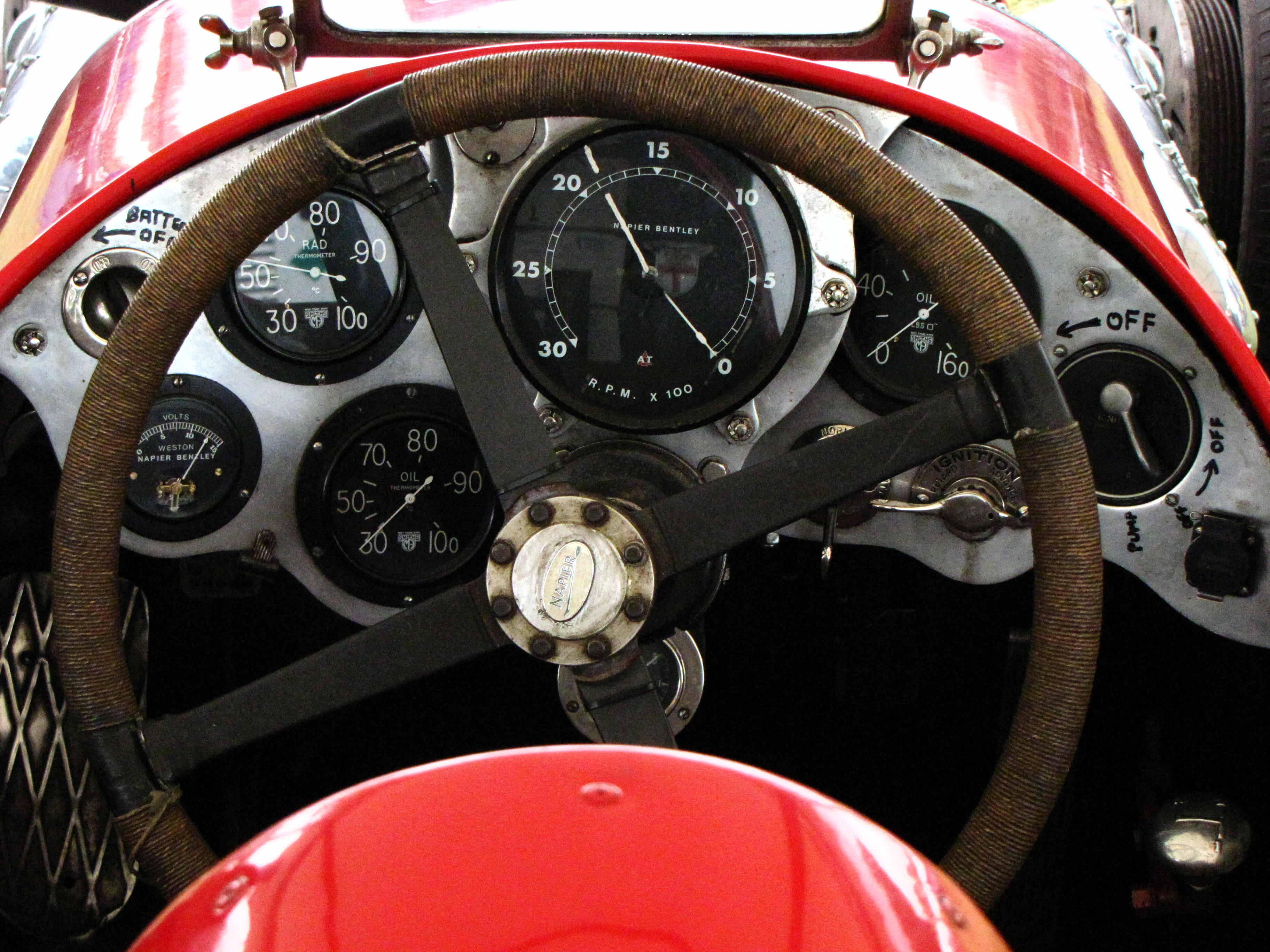
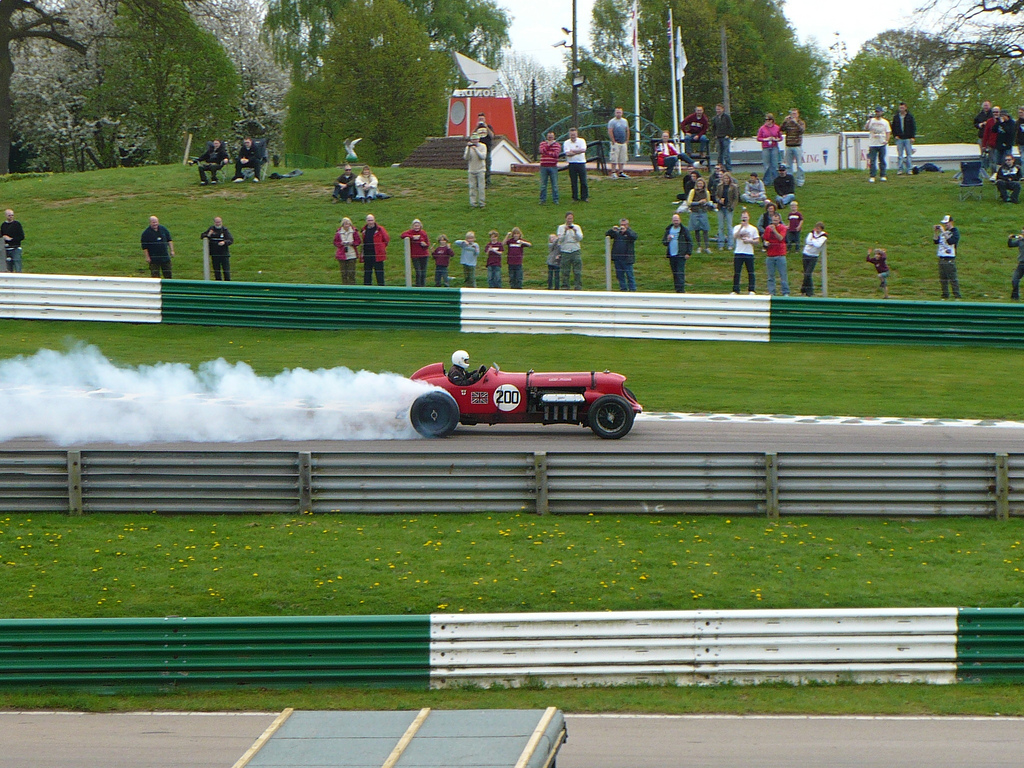

La Napier-Bentley est motorisée avec un moteur d'avion Napier Lion XIA 12 cylindres en W de la Royal Air Force de la Première Guerre mondiale, de 24 litres de cylindrée pour 580 ch (le même modèle que la Napier-Railton de 1938). 

## Compétition
À l'image de ses nombreuses variantes de voitures à moteur d'avion, telles que BMW Brutus (1917), Napier-Campbell Blue Bird (1927), Napier-Railton (1933) ou encore Packard-Bentley (2010), la Napier-Bentley participe à de nombreuses courses et expositions de voitures historiques, principalement au Royaume-Uni.